# MMA művészeti ösztöndíjprogram
A három évre szóló MMA Művészeti Ösztöndíjprogram célja alkotó és előadó-művészeti, valamint művészetelméleti tevékenységek támogatása, magas színvonalú művészeti és művészelméleti tevékenységek anyagi feltételeinek megteremtése.

## A kezdetek
Az MMA Művészeti Ösztöndíjprogramja (az MMA hároméves ösztöndíja) létrehozásának szükségessége a Magyar Művészeti Akadémia (MMA) 2012-2013. évi kormánybeszámolójában kerül említésre. Az Országgyűlés számára benyújtott dokumentum jelzi, hogy "2013-ban megalapításra kerültek a köztestületi díjak, valamint elindult a Köztestület ösztöndíjrendszere", a 2013. május 31-ei közgyűlés kapcsán kiemelésre kerül, hogy "a közgyűlés döntött a Magyar Művészeti Akadémia díjairól és ösztöndíjrendszeréről", végül a magyar művészeti élet általános helyzetének bemutatása kapcsán a művész életpálya részeként jelzésre kerül "a hazai művészeti közéletet általánosan érinti, hogy a tanulói vagy hallgatói életszakaszhoz kötődő ösztöndíjak, illetve a későbbi pályaszakaszok állami, civil, magán alapítású ösztöndíjai időszakukat valamint a megpályázható forrásokat tekintve kevéssé jelentenek rendszerszintű segítséget (összevetve akár a hazai tudományos ösztöndíj-lehetőségekkel)". Anyagi lehetőségeik szűkössége okán sem a művészeti civil szervezetek, sem a szakszervezetek nem képesek közvetlen segítséget nyújtani a művész életpálya támogatására.

## A jogszabályi alapok
A 2017. szeptember 22-ei Magyar Közlönyben  kormányhatározat jelenik meg az MMA és a MANK művészeti ösztöndíj rendszerének támogatásáról. Ennek értelmében a 2018. évben 96, a 2019. évben 384, a 2020. évben 672, míg a 2021. évben 864 millió forint többletforrást biztosít a központi költségvetésen keresztül a kormány az MMA művészeti ösztöndíj rendszerének működtetése érdekében.

## A cél
Létrehozásának céljáról, körülményeiről Kucsera Tamás Gergely, az MMA főtitkára tájékoztatja részletesebben a közvéleményt. A Magyar Hírlapnak 2018 januárjában adott interjújában elmondja "a művészeti ösztöndíjak – amelyeket már eddig is adtunk – terén felvetettük a minisztériumnak, hogy kevés olyan van, amely éveken átnyúló. És csak néhány, amely meghosszabbítható, összegszerűségében pedig jóval alacsonyabbak, mint a tudomány területén elérhető állami ösztöndíjak." A pályakezdő, pályájuk elején-közepén tartó alkotók támogatása érdekében szeptembertől olyan művészeti ösztöndíjrendszert indítanak, amely bruttó kétszázezer forintot biztosít, három éven át. Végzettségi feltételhez nem kötik a programot, amelyre pályázni kell. Tavasszal hirdetik meg, ősszel száz fővel indulnak, nem felváltva az eddigi ösztöndíjakat, hanem kiegészítve, az eddigieknél magasabb összeggel azokat. "Az a cél, hogy az alkotó az alkotással foglalkozzon, ne kelljen kényszerből más munkát elvállalnia. A hároméves időtartam egyelőre úgy tűnik, elegendő arra, hogy valaki magasabb szintre léphessen a tevékenységében, kibontakoztassa képességeit, és mindezért nem lehet majd azonnal újrajelentkezni."

## Az első pályázati felhívás
A 2018. április 9-én nyilvánosságra kerülő Pályázat felhívás értelmében az építőművészet, a film- és fotóművészet, az iparművészet és tervezőművészet, az irodalom, a képzőművészet, a művészetelmélet, a népművészet, a színházművészet és a zeneművészet kategóriáiban pályázhattak a 18. életévüket már betöltött, de 50. életévüket még el nem érő magyarországi adóazonosítóval rendelkező természetes személyek alkotó és előadó-művészeti, valamint művészetelméleti tevékenységeik támogatására, magas színvonalú művészi és művészetelméleti tevékenységek anyagi feltételeinek megteremtésére. A 2018. május 17-ei benyújtási határidőt követően 2018. augusztus 13-áig született döntés a pályázatokat illetően, amely alapján a nyertes pályázók 2018. szeptember 1-től részesültek havi bruttó 200.000 Ft összegű művészeti ösztöndíjban.
A következő években az MMA Művészeti Ösztöndíjprogram újra meghirdetésre került, évente 100-100 fő részére bruttó 200.000 Ft összegű havi művészeti ösztöndíjat biztosítva.

## Ösztöndíjasok
Ábrahám Nóra
Antal Imola
Berecz István András
Berecz Mihály
Blaskó Borbála
BOLDI (Szmrecsányi Boldizsár)
Bucsi Réka
Demeter Zsuzsa
Gyöngyösi Levente
Jónás Tamás
Káel Norbert
Kutrik Bence
Margittai Gábor
Mátrai Erik
Molnár Ottó
Mosonyi Szabolcs
Nagy Lea
Nagy Zopán
Navratil Andrea
Orosz Márton
Petri Zsolt
Plugor Magor
Rohmann Ditta
Simándi László
Szöllősi Mátyás
Török Máté
Várnagy Andrea
Vidák Annamária
Zilahi Péter
Ifj. Zsuráfszky Zoltán